# Ol'ga Andreevna Romanova
Ol'ga Andreevna Romanova (О́льга Андре́евна Рома́нова; Londra, 8 aprile 1950) è una principessa russa e discendente della casa di Romanov.

## Biografia

### Infanzia ed educazione
Ol'ga è la figlia del principe Andrej Aleksandrovič Romanov, e della sua seconda moglie, Nadine Sylvia Ada McDougall. Suo padre era il figlio della granduchessa Ksenija Aleksandrovna Romanova, sorella di Nicola II di Russia.
È la pronipote dell'imperatrice vedova Marija Fedorovna, per mezzo del quale è imparentata con tutte le principali case reali d'Europa. Come i suoi fratelli, studiò a casa da insegnanti privati.

### Attività dinastiche

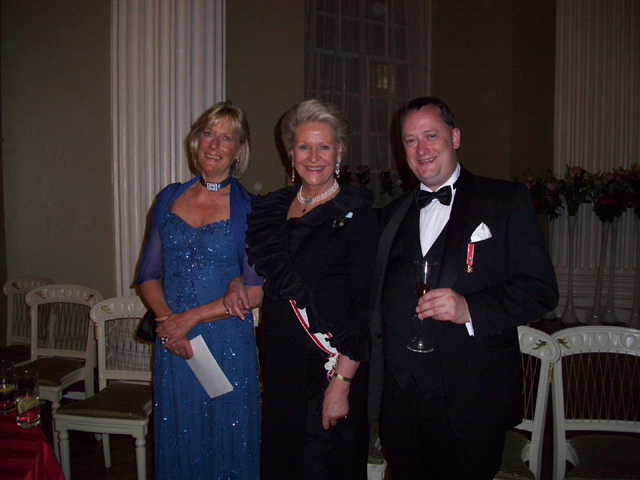
Ol'ga con Steve Nimmons e,Dorrit Reventlow, moglie di Dimitrij Romanovič Romanov

Dal 1980 è entrata a far parte dell'Associazione della Famiglia Romanov e attualmente è un membro del consiglio di amministrazione.

## Matrimonio
Una volta considerata una possibile sposa per Carlo III del Regno Unito, sposò, il 1 ottobre 1975, Thomas Mathew (8 luglio 1945). La coppia ha quattro figli:
- Nicholas Mathew (6 dicembre 1976)[2];ha sposato Judith Aird Stanley (1º ottobre 1976), la coppia ha avuto tre figli: Thomas (2004), Lucy (2006) e Isabella Florence (2011).
- Francis-Alexander Mathew (20 settembre 1979)[3][4][5]; è un fotografo freelance. Ha recitato nel 2012 in The Bachelor ucraino e recitato infine nella seconda stagione di Secret Princes nel ruolo del "Principe Alexander".
- Alexandra Mathew (20 aprile 1981)[2]
- Thomas Mathew (27 novembre 1987-20 aprile 1989)[2]

Nel 1998, insieme al figlio Francis e gli altri membri della famiglia Romanov era presente alla cerimonia di sepoltura dei resti dello zar e della sua famiglia nella Cattedrale dei Santi Pietro e Paolo. Fino al 2000 Ol'ga Andreevna con i suoi figli ha vissuto in una casa in Scozia, ma dopo la morte di sua madre ha ereditato la tenuta Provender Manor ed è attualmente impegnata nel suo restauro. Nel 2006 Ol'ga Andreevna ha partecipato alla sepoltura della sua bisnonna, l'imperatrice Marija Feodorovna, prendendo parte alle cerimonie a Copenaghen e San Pietroburgo.

## Ascendenza
|                                         |   |                                 | Genitori                                |  |  | Nonni |  |  | Bisnonni                      |  |  | Trisnonni              |  |
|                                         |   |                                 |                                         |  |  |       |  |  | 8. Mikhail Nikolaevič Romanov |  |  | 16. Nicola I di Russia |  |
|                                         |   |                                 |                                         |  |  |       |  |  | 8. Mikhail Nikolaevič Romanov |  |  | 16. Nicola I di Russia |  |
|                                         |   | 17. Carlotta di Prussia         |                                         |  |  |       |  |  | 8. Mikhail Nikolaevič Romanov |  |  |                        |  |
| 4. Aleksandr Michajlovič Romanov        |   |                                 |                                         |  |  |       |  |  | 8. Mikhail Nikolaevič Romanov |  |  |                        |  |
|                                         |   | 9. Cecilia di Baden             | 18. Leopoldo di Baden                   |  |  |       |  |  |                               |  |  |                        |  |
|                                         |   | 9. Cecilia di Baden             | 18. Leopoldo di Baden                   |  |  |       |  |  |                               |  |  |                        |  |
|                                         |   | 9. Cecilia di Baden             | 19. Sofia Guglielmina di Svezia         |  |  |       |  |  |                               |  |  |                        |  |
| 2. Andrej Aleksandrovič Romanov         |   | 9. Cecilia di Baden             |                                         |  |  |       |  |  |                               |  |  |                        |  |
|                                         |   | 10. Alessandro III di Russia    | 20. Alessandro II di Russia             |  |  |       |  |  |                               |  |  |                        |  |
|                                         |   | 10. Alessandro III di Russia    | 20. Alessandro II di Russia             |  |  |       |  |  |                               |  |  |                        |  |
|                                         |   | 10. Alessandro III di Russia    | 21. Maria d'Assia-Darmstadt (1824-1880) |  |  |       |  |  |                               |  |  |                        |  |
| 5. Ksenija Aleksandrovna Romanova       |   | 10. Alessandro III di Russia    |                                         |  |  |       |  |  |                               |  |  |                        |  |
|                                         |   | 11. Dagmar di Danimarca         | 22. Cristiano IX di Danimarca           |  |  |       |  |  |                               |  |  |                        |  |
|                                         |   | 11. Dagmar di Danimarca         | 22. Cristiano IX di Danimarca           |  |  |       |  |  |                               |  |  |                        |  |
|                                         |   | 11. Dagmar di Danimarca         | 23. Luisa d'Assia-Kassel                |  |  |       |  |  |                               |  |  |                        |  |
| 1. Ol'ga Andreevna Romanova             |   | 11. Dagmar di Danimarca         |                                         |  |  |       |  |  |                               |  |  |                        |  |
|                                         | … | …                               |                                         |  |  |       |  |  |                               |  |  |                        |  |
|                                         | … | …                               |                                         |  |  |       |  |  |                               |  |  |                        |  |
|                                         | … | …                               |                                         |  |  |       |  |  |                               |  |  |                        |  |
| 6. Herbert Arthur McDougall             | … |                                 |                                         |  |  |       |  |  |                               |  |  |                        |  |
|                                         |   | …                               | …                                       |  |  |       |  |  |                               |  |  |                        |  |
|                                         |   | …                               | …                                       |  |  |       |  |  |                               |  |  |                        |  |
|                                         |   | …                               | …                                       |  |  |       |  |  |                               |  |  |                        |  |
| 3. Nadine Sylvia Ada McDougall          |   | …                               |                                         |  |  |       |  |  |                               |  |  |                        |  |
|                                         |   | 14. Carl Emil Borgström         | 28. Henrik Henriksson Borgström         |  |  |       |  |  |                               |  |  |                        |  |
|                                         |   | 14. Carl Emil Borgström         | 28. Henrik Henriksson Borgström         |  |  |       |  |  |                               |  |  |                        |  |
|                                         |   | 14. Carl Emil Borgström         | 29. Carolina Christina Kjemmer          |  |  |       |  |  |                               |  |  |                        |  |
| 7. Sylvia Marguerite Adelaide Borgström |   | 14. Carl Emil Borgström         |                                         |  |  |       |  |  |                               |  |  |                        |  |
|                                         |   | 15. Constance Caroline Paterson | …                                       |  |  |       |  |  |                               |  |  |                        |  |
|                                         |   | 15. Constance Caroline Paterson | …                                       |  |  |       |  |  |                               |  |  |                        |  |
|                                         |   | 15. Constance Caroline Paterson | …                                       |  |  |       |  |  |                               |  |  |                        |  |
|                                         |   | 15. Constance Caroline Paterson |                                         |  |  |       |  |  |                               |  |  |                        |  |